# Piazza Alimonda
Piazza Gaetano Alimonda è una piazza di Genova situata poco distante dalla stazione ferroviaria di Brignole. Su di essa si affaccia la chiesa di Nostra Signora del Rimedio, un tempo ubicata nell'antica via Giulia, oggi via XX Settembre. Prende nome dal cardinale genovese Gaetano Alimonda.

## Fatti del G8
Piazza Alimonda è diventata tristemente famosa per i fatti del G8 di Genova del 2001: il 20 luglio di tale anno si svolsero vari scontri tra manifestanti e forze dell'ordine su questo ampio slargo alberato e nelle vie immediatamente adiacenti, che culminarono con la morte di Carlo Giuliani, manifestante di 23 anni, avvenuta proprio di fronte alla Chiesa di Nostra Signora del Rimedio. Durante gli scontri, Giuliani aveva raccolto da terra un estintore e si accingeva a lanciarlo contro un Land Rover Defender dei carabinieri, ma in quel momento, dall'interno del veicolo, il carabiniere di leva Mario Placanica, 20 anni, esplose due colpi di pistola, uno dei quali colpì il manifestante al viso uccidendolo.
Per un periodo di circa tre anni successivi ai fatti del 2001, alla cancellata della chiesa furono affissi appunti, bandiere, fiori, fotografie e oggetti in ricordo di Giuliani e delle violenze di quel giorno, provocando attriti con il parroco della chiesa e diversi parrocchiani, che a più riprese rimossero il materiale. I media definirono l'esposizione di tali oggetti "altare laico". Nel 2005 il consiglio comunale di Genova approvò l'apposizione di una targa, che fu possibile installare solo nel 2011, in occasione del decennale dal G8, a causa di una norma che prevede che, per poter intitolare una porzione di suolo pubblico alla memoria di una persona morta, devono essere trascorsi almeno dieci anni dalla sua scomparsa.
Nel 2013 i genitori di Giuliani chiesero di poter collocare, a loro spese, un cippo commemorativo nel luogo della morte del figlio, in sostituzione della targa che era stata vandalizzata. Il consiglio comunale approvò la richiesta, approvazione confermata dalla giunta guidata dal sindaco Marco Bucci nel 2020. L'epigrafe sul cippo riporta semplicemente Carlo Giuliani, ragazzo. 20 luglio 2001.

I materiali che commemorano l'evento citano spesso il luogo, informalmente, come Piazza Carlo Giuliani, ragazzo. 

## Omaggi
Analogamente, nella ex Paul Klee Platz a Berna, in Svizzera, per alcuni mesi del 2002 a fini dimostrativi fu apposto il cartello Carlo Giuliani Platz.
Piazza Alimonda è anche il titolo di una canzone di Francesco Guccini, inserita nell'album Ritratti del 2004 e dedicata proprio agli avvenimenti del G8 di Genova del 2001.